# Hudson Super Six (1940)
Uzasadnienie: to ten sam model (z innym silnikiem)
Hudson Super Six – samochód osobowy produkowany pod amerykańską marką Hudson w latach 1940–1951.

## Galeria

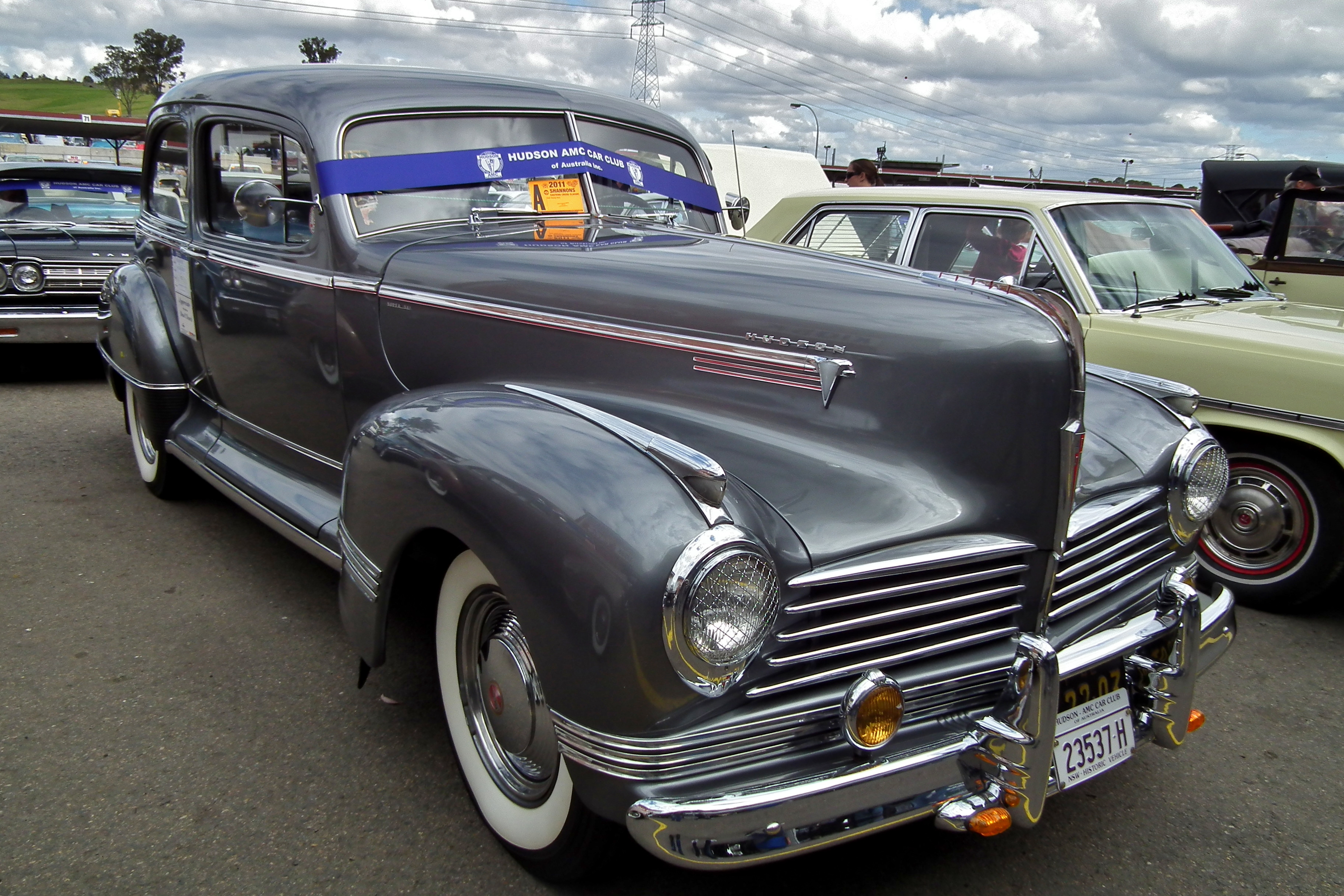
Hudson Super Six II
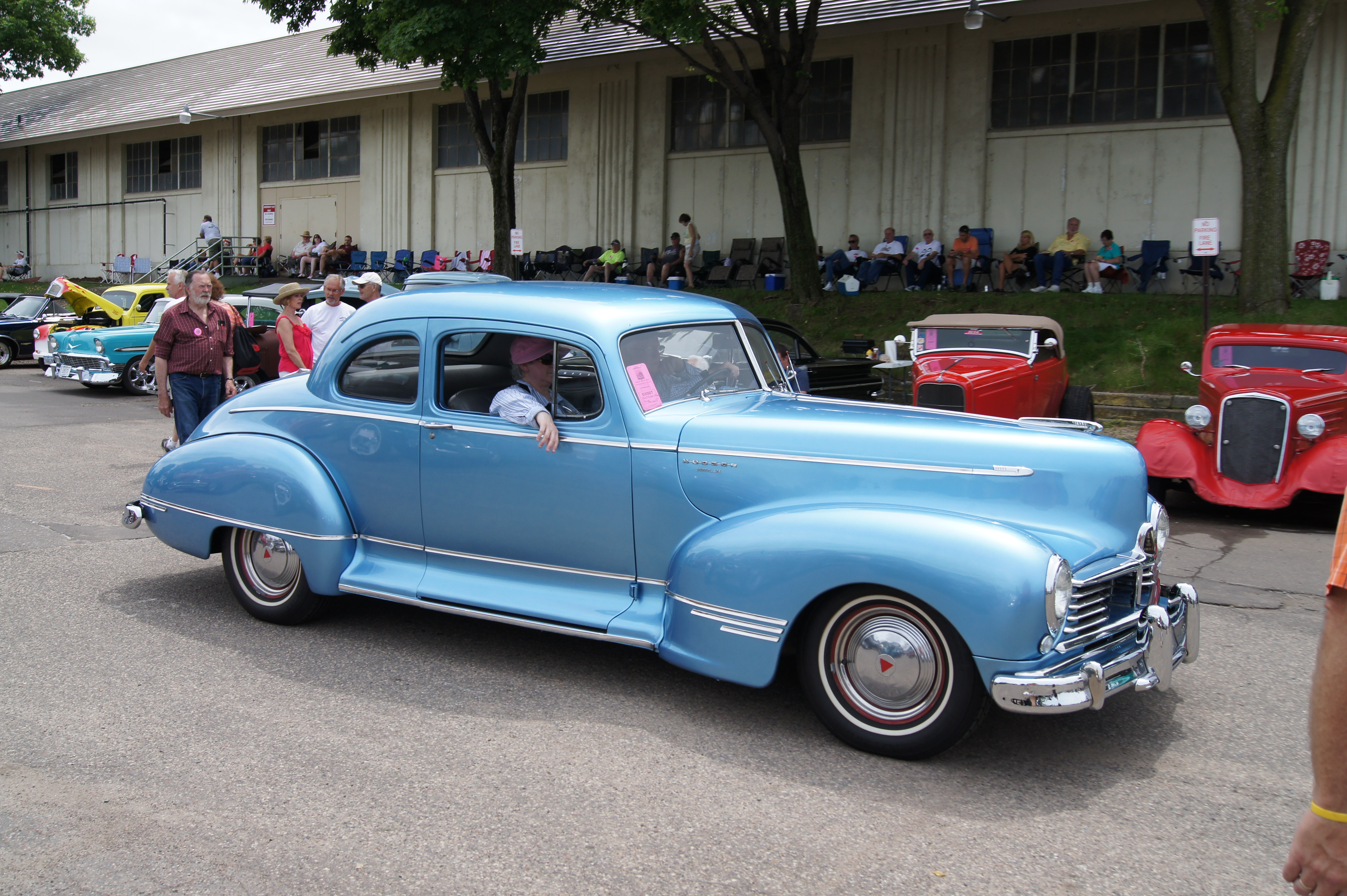
Hudson Super Six III
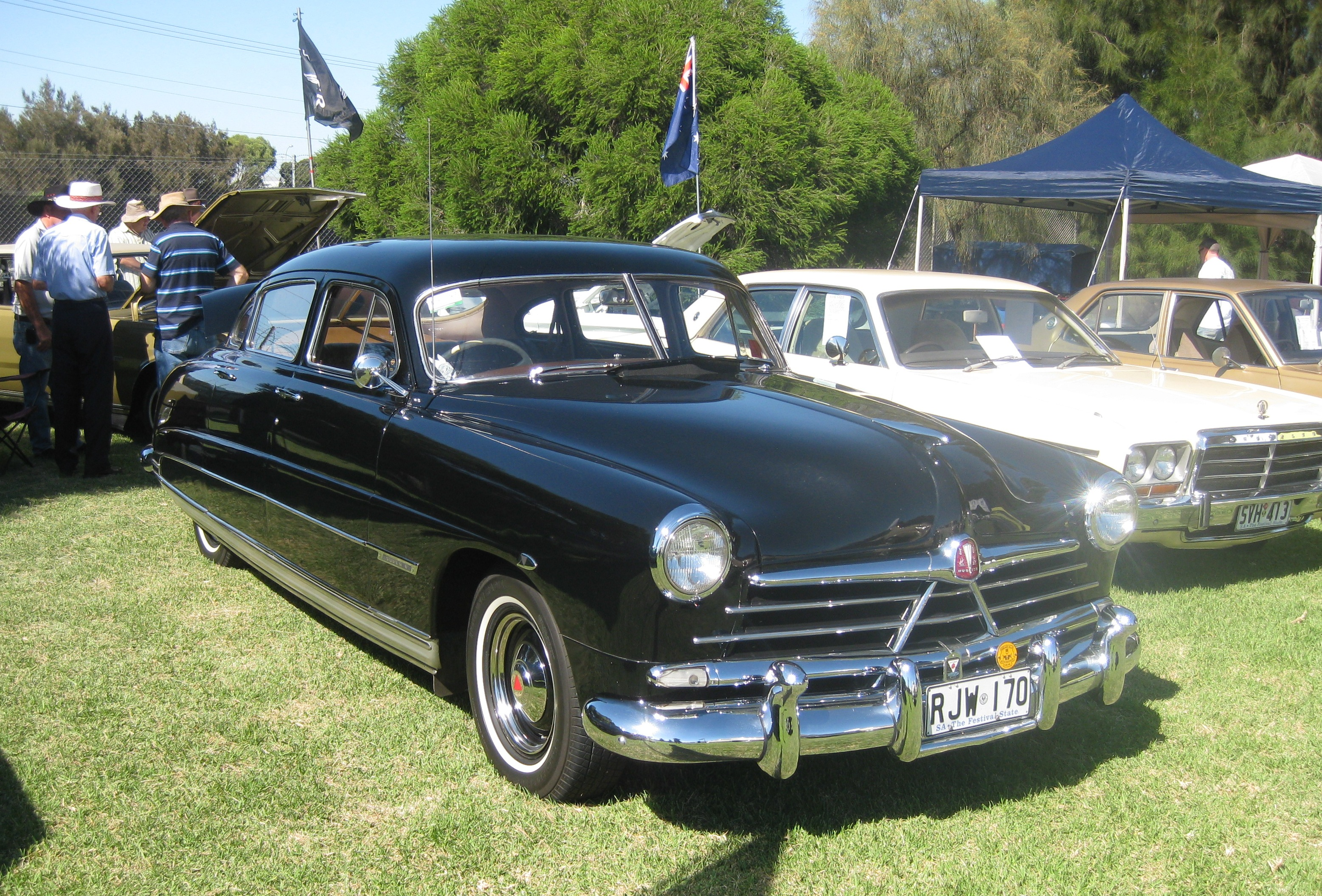
Hudson Super Six IV